# Jean-Pierre Vigato
 (mars 2015).
Si vous disposez d'ouvrages ou d'articles de référence ou si vous connaissez des sites web de qualité traitant du thème abordé ici, merci de compléter l'article en donnant les références utiles à sa vérifiabilité et en les liant à la section « Notes et références ».
Jean-Pierre Vigato est un chef cuisinier français, né le 20 mars 1952 à Conflans-Sainte-Honorine.

## Carrière
Jean-Pierre Vigato est d'abord apprenti au restaurant le Moulin d'Orgeval au début de sa carrière. Il passe ensuite commis de cuisine au restaurant le Moniage Guillaume de 1969 à 1971, puis premier commis de cuisine au restaurant Charlot 1er-les Merveilles des mers et enfin commis au restaurant Chez Albert en 1972. Il devient maître d'hôtel, restaurateur et propriétaire du restaurant les Roches gourmandes à Buthiers en 1978. Il est propriétaire des restaurants Grandgousier entre 1979 et 1982, du restaurant Apicius depuis 1984 à Paris, et de la Manufacture à Issy-les-Moulineaux entre 1989 1999. De 1987 à 1990, il fait partie des invités de l'émission culinaire hebdomadaire « Quand c'est bon ?... Il n'y a pas meilleur ! » diffusée sur FR3 et animée par François Roboth .
Conseiller culinaire du restaurant du pavillon de la France à l'Exposition universelle à Séville en 1992, il est le créateur du bistrot A & M (Apicius et Marius) à Paris en 1998 et du Restaurant 6 New-York à Paris en 2002. Il est conseiller culinaire pour les Yachts de Paris de 2005 à 2009.

## Récompenses et reconnaissances
- Élu Cuisinier de l'année par le guide Hachette (1988).
- Son restaurant, Apicius, a eu deux étoiles au Michelin à partir 1986. Il n'en compte plus qu'une depuis 2014.
- Jean-Pierre Vigato a été choisi en 2011 comme conseiller culinaire du restaurant français du palace La Mamounia à Marrakech[2].

## Distinction
- Chevalier dans l'Ordre de la Légion d'honneur (2010)